# Elymus kokonoricus
Elymus kokonoricus là một loài thực vật có hoa trong họ Hòa thảo. Loài này được (Tzvelev) Á.Löve mô tả khoa học đầu tiên năm 1984.